# Pulau Siumat
Pulau Siumat is een bestuurslaag in het regentschap Simeulue van de provincie Atjeh, Indonesië. Pulau Siumat telt 310 inwoners (volkstelling 2010).